# Sluipverkeer

Britse schematisering van sluipverkeer - ondanks de wegversmallingen nemen automobilisten de route door woonwijken

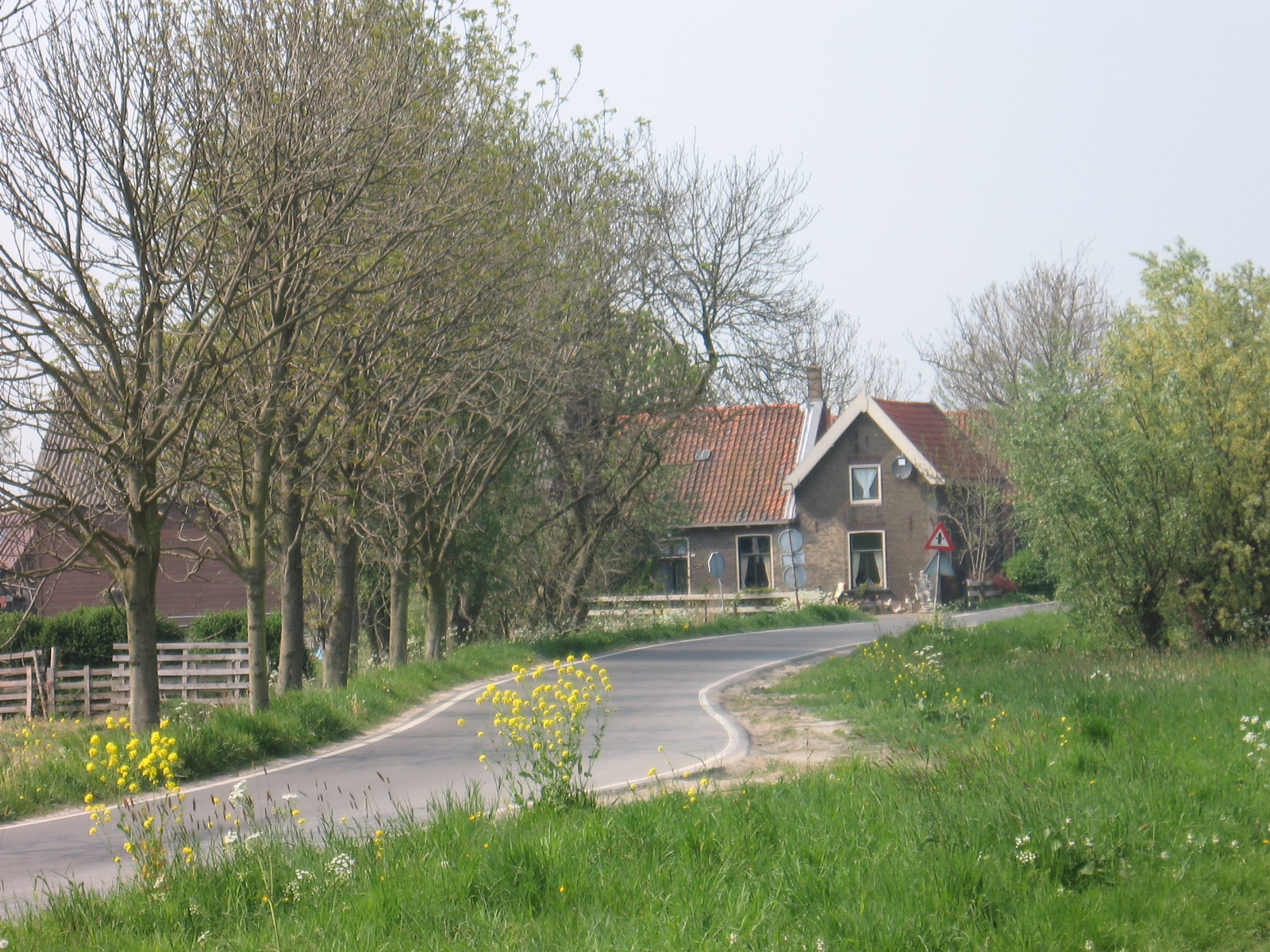
Voorbeeld van sluiproute over polderwegen tussen Delft en Schiedam, als alternatief voor de A13 - later voorzien van een verkeersdoseerinstallatie

Sluipverkeer is de benaming voor (ongewenste) verkeersstromen die ontstaan als gevolg van capaciteitsproblemen (zoals ongevallen of files) op snelwegen of andere belangrijke wegen. Hierdoor wordt het onderliggende wegennet overbelast en ondervinden het lokale verkeer en de omwonenden hinder. Ook komt het voor dat de sluiproute in kilometers korter is dan de gewenste (bewegwijzerde) route. Hierdoor kan het ondanks lagere snelheden op de sluiproute toch nog lonend zijn.
Parkeerplaatsen of tankstations langs de snelweg worden ook wel als sluiproute gebruikt. Men rijdt dan bij een file de snelweg af en probeert via de rustige parkeerplaats verderop in de file weer in te voegen. In sommige gevallen worden verkeerslichten bij parkeerplaatsen geplaatst, waardoor de weggebruiker alsnog moet wachten. Ook bij klaverbladen komt dit voor: men rijdt dan rechtdoor via de parallelbaan die in eerste instantie bestemd is voor links- en rechtsafslaand verkeer. Hoewel legaal wordt dit door andere weggebruikers, die wel in de file wachten, als een ergernis ervaren.

## Nederland
In Nederland zijn sluiproutes vaak erftoegangswegen met maximumsnelheden van 30 en 60 km per uur, die eigenlijk niet bedoeld zijn voor grotere verkeersstromen.

## Oplossingen
Als de capaciteitsproblemen niet opgelost kunnen worden, wordt vaak getracht om het sluipverkeer tegen te gaan door de reistijd op de sluiproute dusdanig te verlengen dat het sluipen niet meer lonend is. Hiertoe worden bijvoorbeeld wegversmallingen of roadblockers of carterbrekers toegepast. Ook kan gebruik worden gemaakt van verkeersdoseerinstallaties, pollers, of verkeersdrempels. Soms wordt de route tijdens de spitsuren gesloten voor doorgaand verkeer. Een permanente sluiting kan met een verkeersfilter zoals een paal of een tractorsluis.